# Friedo Lampe
 (mars 2020).
Si vous disposez d'ouvrages ou d'articles de référence ou si vous connaissez des sites web de qualité traitant du thème abordé ici, merci de compléter l'article en donnant les références utiles à sa vérifiabilité et en les liant à la section « Notes et références ».
Pour les articles homonymes, voir Lampe (homonymie).
Friedo Lampe est un  écrivain allemand, bibliothécaire et éditeur, né à Brême le 4 décembre 1899, et mort le 2 mai 1945 à Kleinmachnow.

## Biographie
Handicapé par une tuberculose osseuse, après une enfance à Brême, il échappe aux deux guerres mondiales. Il étudie en littérature, histoire de l'art, et philosophie, à Heidelberg, Leipzig, Munich et Fribourg, et obtient un doctorat en philosophie en 1928 avec une thèse sur les Chants des deux amants (1777) de Goeckingk (de) (1748-1828).
Il devient éditeur et rédacteur à la Schünemann Monatshefte. Il se forme au métier de bibliothécaire à l'École de Bibliothèque d'État de Szczecin, puis est employé en 1932 par les bibliothèques publiques de Hambourg.
Dès 1934 Lampe vit à Berlin. Il appartient, en tant qu'auteur, à un cercle littéraire avec les frères Joachim Maass (de) et Edgar Maass (en), Martin Beheim-Schwarzbach (de), Wilhelm Emanuel Süskind (en). En 1937, il devient lecteur chez Rowohlt, Goverts, Diederichs et Henssel. Il est ami d’Horst Lange et Oda Schaefer. Pendant la guerre, il réside auprès de l’auteur Ilse Molzahn (de) à Kleinmachnow, comme relecteur.
Son premier livre, Au bord de la nuit (Am Rande der Nacht), est saisi par les nazis en octobre 1933 pour différents motifs : intrigue amoureuse entre une femme au foyer de Brême et un «nègre», tendances homosexuelles représentées de manière évidente. La ballade Das dunkle Boot (1936) et le deuxième roman Orage de septembre (Septembergewitter) (1937) ne sont pas inquiétés. Der Band Von Tür zu Tür, Zehn Geschichten und eine, achevé en 1944 est publié à titre posthume.
Écrivain discret, voire secret, Friedo Lampe est resté longtemps oublié, y compris dans son propre pays. Auteur de romans et de nouvelles, Lampe semble avoir toujours été hanté par l’échec et la malchance. Journaliste nonchalant, bibliothécaire par défaut, suspect aux yeux des nazis, il est abattu par erreur pendant la bataille de Berlin par une patrouille soviétique, qui le fusille furtivement dans un jardin de Wannsee, une banlieue de Berlin.
Il est resté méconnu, malgré Hermann Hesse, Wolfgang Koeppen, Alfred Andersch, Hans Bender, Heinz Piontek ou Peter Härtling, malgré deux éditions de ses œuvres complètes, en 1955 et 1986. Pour le centenaire de sa naissance, en 1999, une nouvelle édition, par Wallstein Verlag (de), le fait découvrir en Allemagne et à l’étranger.
La version française des textes de Friedo Lampe est due à Eugène Badoux.
Patrick Modiano parle de Friedo Lampe dans son roman Dora Bruder.

## Œuvres
- Au bord de la nuit (Am Rande der Nacht) (roman, 1934), Éditions l'Âge d'Homme, 1970 ; réédition poche, préface de Daniel Rondeau (Paris: éditions 10/18, 1987),  (ISBN 2-264-01025-8) ; réédition en 2021 par Belfond, collection Vintage  (ISBN 9782714495242)
- Orage de septembre (Septembergewitter) (court roman, 1937, suivi de sept récits et deux poèmes), Éditions l'Âge d'Homme, 1976 ; réédition poche, préface de Daniel Rondeau (Paris: éditions 10/18, 1987),  (ISBN 2-264-01024-X)
- Œuvres complètes (Das Gesamtwerk), Rowohlt Verlag, 1945.